# Achyra takowensis
Achyra takowensis là một loài bướm đêm trong họ Crambidae.